# Centrul Internațional de Radioastronomie Ventspils

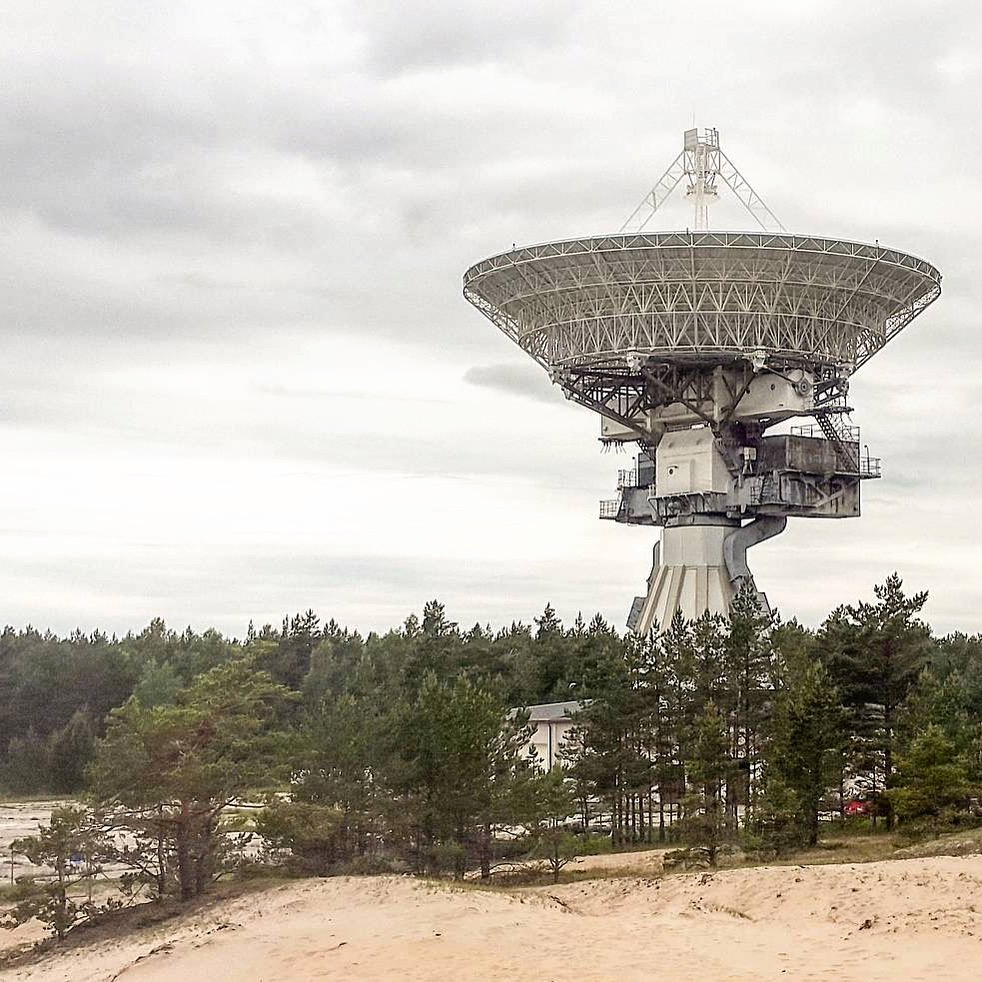
Telescopul Centrului Internațional de Radioastronomie Ventspils

Centrul Internațional de Radioastronomie Ventspils (în letonă Ventspils Starptautiskais radioastronomijas centrs, acronim VIRAC) este o fostă instalație sovietică de radioastronomie, situată la 30 km nord de orașul Ventspils, Letonia, pe coasta Mării Baltice, în parohia Ance. Instalația a fost secretă până în anul 1993, după ce Letonia și-a recâștigat independența. A fost preluată de Academia de Științe a Letoniei după retragerea armatei sovietice în 1994. De atunci, două dintre cele trei radiotelescoape au fost reparate și renovate. 

## Descriere
Situat într-o zonă împădurită lângă localitatea Irbene, în municipiul Ventspils, Letonia, centrul a fost fondat în anul 1974 de către armata sovietică. Inițial, centrul era alcătuit dintr-un telescop de 32 de metri, împreună cu două telescoape mai mici și un centru de comunicații, fiind cunoscut sub numele de Zvezdochka, care înseamnă „Steluța”. Este posibil ca acesta să fi fost folosit de KGB în timpul Războiului Rece pentru a intercepta comunicațiile dintre Europa și Statele Unite.
A devenit o unitate de cercetare științifică în anii 1990, înființată la 22 iulie 1994 ca parte a Academiei de Științe a Letoniei, înainte de a deveni o organizație independentă la 24 aprilie 1996. Acum este cunoscut sub numele de Centrul Internațional de Radioastronomie Ventspils (Ventspils Starptautiskais radioastronomijas centrs), sau Centrul de Astronomie Irbene. 

## RT-32
RT-32 este un radiotelescop parabolic cu un diametru de 32 de metri (105 ft). Este alcătuit din peste 20.000 de componente, iar conul central cântărește 80 de tone. Telescopul complet direcționabil observă la lungimi de undă în domeniul centimetrilor. Combinația dintre dimensiune și inginerie de precizie face ca antena mare să fie deosebit de valoroasă pentru cercetători. Structura a fost construită de o fabrică navală din Ucraina, iar interiorul amintește de cel al unei nave. 
Telescopul este montat pe un turn cu o înălțime de 25 de metri (82 ft). Are o distanță focală de 11,45 metri (37,6 ft) și o oglindă secundară de 2,5 metri (8,2 ft). 
La prima sa modernizare de la construcție, RT-32 a fost demontat temporar spre sfârșitul anului 2014 și mutat într-un adăpost special construit pentru restaurare. Restaurarea a inclus resudarea panourilor, înlocuirea pieselor ruginite și repararea daunelor cauzate de trecerea timpului, pătrunderea apei și trăsnete. Telescopul va fi de asemenea modernizat pentru a putea fi controlat de la distanță și pentru a putea realiza observații mai precise și mai sensibile. Telescopul va fi folosit în interferometria cu bază foarte lungă (Very-long-baseline interferometry – VLBI). Costul total al restaurării a fost de aproximativ 16 milioane de euro, din care restaurarea panourilor telescopului a costat aproximativ 1,5 milioane de euro; restaurarea a fost finanțată de Uniunea Europeană, statul leton și guvernele districtului Ventspils. Vasul receptor al telescopului a fost remontat în iunie 2015, iar finalizarea restaurării era programată pentru octombrie 2015. 

## RT-16
Centrul dispune și de un telescop radio parabolic cu diametrul de 16 metri (52 ft). 

## LOFAR
Din octombrie 2019, observatorul VIRAC din Irbene include o stație LOFAR. 